# Felicita Frai
 Felicita Frai  (Praga, 20 de octubre de 1909 - Milán, 14 de abril de 2010) fue un pintor checo naturalizado en Italia.

## Biografía
Felicita Frai  el Registro Civil llamado Felice Frai. 
Nació en Praga bajo el emperador Francisco José de Austria. Se trasladó a Italia en 1930, primero en Trieste y después en Ferrara, aquí es un estudiante de Achille Funi con quien estudió técnica del fresco y se convierte en un colaborador. 
En los años cuarenta se trasladó a Milán, donde estudió en el taller de Giorgio De Chirico y participa en todas las ediciones de la Trienal de 1945 a 1954.
En 1938 participó en la 21 ª Bienal de Venecia también en 1948 la 24 ª Bienal de Venecia.

## Actividad
El artista ha pintado, sobre todo la imagen femenina en infinitas variaciones, además de sus flores coloridas y hermosas.
Felicita Frai se expresa con el aceite, témpera, acuarela, aguafuerte y  litografía.